# 生活方式医学
生活方式医学（Lifestyle medicine）是医学中的分支，著重在預防醫學及自我照顧，主要在處理生活方式造成的疾病以及可預防的死亡因子的預防、研究、教育及治療。可預防的死亡因子包括了營養不良、坐式生活型態、慢性壓力，以及使用煙類、物質濫用或酒精不當使用等自我毁灭行为。生活方式医学的目的是透過生活方式醫學的六大支柱（營養、規律身體活動、充足睡眠、壓力管理、避免物質濫用以及正向社交連結）來改善個人健康以及福祉，並且預防心血管疾病、糖尿病、代謝症候群及肥胖等慢性病。若透過這六個領域來改善健康，生活方式医学可以避免80%的慢性病以及非傳播疾病（NCD）。
生活方式医学著重在健康教育，激勵患者用以下的方式提升生活质量：改變個人習慣以及行為，食用較健康，較少]]
超加工食品]]的飲食模式（較健康的飲食模式像是地中海飲食及植物性飲食）。不好的生活方式像是不好的飲食習慣、不運動、抽煙、酗酒或酒精依賴、藥物成瘾或依賴，也包括心理相關的因素，例如慢性壓力，缺乏社交及社群的支持，這些容易造成慢性疾病。在臨床上，生活方式医学諮詢的阻力是醫生自覺準備不足，懷疑患者的接受程度。但長遠來看，鼓勵患者作對健康較有幫助的選擇，可以對疾病有較好的管理，減緩，甚至可以避免一些疾病的發生。